# Elecciones generales de Nueva Zelanda de 2017
Las elecciones generales de Nueva Zelanda de 2017 determinaron el 52.º Parlamento de Nueva Zelanda. El parlamento anterior fue elegido el 20 de septiembre de 2014 y estaba a expirarse el 10 de octubre de 2017 si no se disolvía anteriormente. Se disolvió el 22 de agosto de 2017.
Los votantes eligieron 121 miembros a la Cámara de Representantes, con 71 de circunscripciones electorales y 49 de listas de partidos. Nueva Zelanda utiliza el sistema de representación proporcional mixta, dando a los votantes dos votos: uno para una lista de partidos políticos y otro para su diputado local que es elegido por escrutinio mayoritario uninominal (mayoría simple). Pueden añadirse asientos adicionales a la Cámara donde hay un saliente, causado por un partido que gana más electorados que los escaños a los que tiene derecho bajo el voto del partido.
Antes de la elección, el Partido Nacional, de centro-derecha, dirigido por el primer ministro Bill English, ha gobernado desde 2008 en un gobierno minoritario con el voto de confianza de los partidos Maorí, ACT y Futuro Unido. Fue la primera elección con English como primer ministro titular, que reemplazó a John Key el 12 de diciembre de 2016. Los principales partidos de oposición al gobierno nacional son el Partido Laborista (la oposición oficial), liderado por Jacinda Ardern, el Partido Verde y Nueva Zelanda Primero.
Los resultados provisionales indicaron que el Partido Nacional había ganado una pluralidad de escaños. El partido ACT mantuvo su asiento único, que combinado le dio al gobierno Nacional una minoría de 59 escaños, faltando 2 para la mayoría absoluta. Sin embargo, Nueva Zelandia Primero está en la posición del "kingmaker" y podría formar un gobierno con el Partido Nacional o con los Laboristas y los Verdes. El líder de Nueva Zelanda Primero, Winston Peters sirvió como vice primer ministro y Tesorero en un gobierno dirigido por el Partido Nacional después de las elecciones de 1996, y como ministro de Relaciones Exteriores en un gobierno dirigido por los Laboristas tras las elecciones de 2005.
El 19 de octubre de 2017, Winston Peters anunció que el partido NZP tiene la intención de formar un gobierno de coalición con el Partido Laborista, con el voto de confianza del Partido Verde.

## Resultados

Cámara de Representantes después de las elecciones.

| Partido                 | Partido                                   | Votos     | % de votos | % de votos | Escaños    | Escaños   | Escaños   | Escaños   |
| Partido                 | Partido                                   | Votos     | %          | -/+        | Electorado | Lista     | Total     | -/+       |
| ----------------------- | ----------------------------------------- | --------- | ---------- | ---------- | ---------- | --------- | --------- | --------- |
|                         | Partido Nacional                          | 1.152.075 | 44,45      | −2,59      | 41         | 15        | 56        | -4        |
|                         | Partido Laborista                         | 956.184   | 36,89      | +11,76     | 29         | 17        | 46        | +14       |
|                         | Nueva Zelanda Primero                     | 186.706   | 7,20       | -1,46      | 0          | 9         | 9         | -2        |
|                         | Partido Verde                             | 162.443   | 6,27       | −4,43      | 0          | 8         | 8         | -6        |
|                         | ACT Nueva Zelanda                         | 13.075    | 0,50       | −0,19      | 1          | 0         | 1         | 0         |
|                         |                                           |           |            |            |            |           |           |           |
|                         | Partido de las Oportunidades              | 63.260    | 2,44       | +2,44      | 0          | 0         | 0         | 0         |
|                         | Partido Maorí                             | 30.580    | 1,18       | −0,14      | 0          | 0         | 0         | −2        |
|                         | Legalización del Cannabis                 | 8.075     | 0,31       | −0,14      | 0          | 0         | 0         | 0         |
|                         | Partido Conservador                       | 6.253     | 0,24       | −3,75      | 0          | 0         | 0         | 0         |
|                         | Movimiento Mana                           | 3.642     | 0,14       | −1,28      | 0          | 0         | 0         | 0         |
|                         | Partido Prohibir Compuesto 1080           | 3.005     | 0,12       | −0,10      | 0          | 0         | 0         | 0         |
|                         | Partido Popular                           | 1.890     | 0,07       | +0,07      | 0          | 0         | 0         | 0         |
|                         | Futuro Unido                              | 1.782     | 0,07       | −0,15      | 0          | 0         | 0         | -1        |
|                         | Nueva Zelanda al Aire libre               | 1.620     | 0,06       | +0,06      | 0          | 0         | 0         | 0         |
|                         | Partido Democrático por el Crédito Social | 806       | 0,03       | -0,04      | 0          | 0         | 0         | 0         |
|                         | Partido Internet                          | 499       | 0,02       | -1,40      | 0          | 0         | 0         | 0         |
| total                   | total                                     | 2.591.896 | 100.00     |            | 71         | 49        | 120       | -1        |
|                         |                                           |           |            |            |            |           |           |           |
|                         | Gobierno del Partido Laborista            | 1.305.333 | 50,36      | +5,87      | 29         | 34        | 63        | +6        |
|                         | Partidos Opositores                       | 1.165.150 | 49,64      | +0,37      | 42         | 15        | 57        | -7        |
|                         |                                           |           |            |            |            |           |           |           |
| Votos nulos             | Votos nulos                               | 10.793    |            |            |            |           |           |           |
| Votos no admitidos      | Votos no admitidos                        | 27.484    |            |            |            |           |           |           |
| Total de votos emitidos | Total de votos emitidos                   | 2.630.173 |            |            |            |           |           |           |
| Participación           | Participación                             | 79.8%     | 79.8%      | 79.8%      | 79.8%      | 79.8%     | 79.8%     | 79.8%     |
| Registrados             | Registrados                               | 3.298.009 | 3.298.009  | 3.298.009  | 3.298.009  | 3.298.009 | 3.298.009 | 3.298.009 |